# 阿梅沙·斯彭塔
阿梅沙·斯彭塔（阿維斯陀語：Aməša Spənta）意為「不死的聖者」，或譯「天使」、「天神」。是瑣羅亞斯德教主神阿胡拉·馬茲達的從神，分別代表了部分抽象的教理。一般的說法是「六大天使」。
- 瓦胡·馬納（Vōhu-Mánāh），即「善靈」，後被奉為動物神。
- 阿沙·瓦希什塔（Aša Vahišta），即「真理」，後被奉為火神。
- 赫沙特拉·瓦伊里亞（Xšaθra Vairya），即「權威」，後被奉為金屬神。
- 斯彭塔·阿爾邁蒂（Spənta Ārmaiti），即「虔敬」，後被奉為土地女神。
- 胡爾瓦塔特（Haurvatāt），即「完美」，後被奉為水的女神。
- 阿梅雷塔特（Amərətāt），即「不滅」，後被奉為植物女神。

另一說法為「七大天使」，包括了斯彭塔·曼紐（Spənta Mainyu），即「聖靈」，是阿胡拉·馬茲達的代表，七大天使的首領。